# Sizzla
Miguel Orlando Collins (født 17. april 1976), bedre kendt under artistnavnet Sizzla Kalonji, er en jamaicansk reggaemusiker.

## Kontroverser
Sizzla har været centrum for en del kontroverser på grund af det homofobiske indhold i visse af hans tekster, der begrundes i hans religion som praktiserende rastafarianer. Selv om han i 2007 underskrev den såkaldte "Reggae Compassionate Act", der gennem en afstandtagen fra vold mod homoseksuelle forsøgte at bilægge striden mellem flere jamaicanske reggae-musikere og europæiske kritikere, har han sidenhen udtalt, at han blot skrev under for ikke at miste koncertindtægter og at han stadig står bag sine tidligere homofobiske sange, der bl.a. opfordrer til at skyde og brænde homoseksuelle.

## Discografi

### Album
- 1995 – Burning up
- 1997 – Praise Ye Jah
- 1997 – Black Woman and Child
- 1998 – Kalonji (Europa) / Freedom Cry (U.S.A.)
- 199 – Royal Son of Ethiopia
- 1999 – Good Ways
- 1999 – Be I Strong
- 2000 – Bobo Ashanti
- Words of Truth (2000)
- 2000 – Liberate Yourself
- 2001 – Taking Over
- 2001 – Rastafari Teach I Everything
- 2001 – Black History
- 2002 – Blaze Up the Chalwa
- 2002 – Ghetto Revolutionary
- 2002 – Up In Fire
- 2002 – Da Real Thing
- 2003 – Pure Love
- 2003 – Rise To The Occasion
- 2003 – Light Of My World
- 2004 – Speak Of Jah
- 2004 – Stay Focus'
- 2004 – Jah Knows Best
- 2004 – Life
- 2004 – Bless - Peter ice fi no
- 2004 – Red Alert
- 2005 – Soul Deep
- 2005 – Burning Fire
- 2005 – Brighter Day
- 2006 – Jah Protect
- 2006 – Ain't Gonna See Us Fall
- 2006 – Waterhouse Redemption
- 2006 – Smoke Weed With 44 Rounds
- 2006 – The Overstanding